# Festivalul Internațional de Film de la Cannes
Festivalul internațional de film de la Cannes (în franceză Le Festival International du Film de Cannes), cunoscut și ca Festivalul de la Cannes, este un festival cinematografic de mare prestigiu internațional, care se desfășoară în fiecare an, în luna mai, la Cannes, oraș situat în sudul Franței.
Oferind garanția unei importante acoperiri din partea mass-mediei, festivalul este vizitat în fiecare an de numeroase staruri de cinema, încântate de ocazia de a fi prezente (Montée de Marche). Mulți producători aleg acest prilej pentru a lansa ultimele lor realizări și pentru a vinde drepturile de difuzare distribuitorilor veniți din întreaga lume.

## Istoric
Festivalul de film de la Cannes își are originea în 1932 când ministrul educației din Franța de atunci, Jean Zay, la propunerea lui Philippe Erlanger și cu ajutor american și britanic, a organizat primul festival internațional francez al filmului. Începând cu  1947, festivalul a fost denumit "Festival du film de Cannes". De atunci locul desfășurării festivalului a rămas același, orașul Cannes de pe Riviera franceză.

## Premii
Cel mai prestigios premiu acordat la Cannes este Palme d'Or pentru cel mai bun film.
- Competiție
  - Palme d'Or
  - Grand Prix
  - Premiul special al juriului - Premiul juriului
  - Palme d'Or pentru scurtmetraj
  - Prix d'interprétation féminine – Cea mai bună actriță
  - Prix d'interprétation masculine – Cel mai bun actor
  - Premiul pentru cel mai bun regizor – Cel mai bun regizor (Prix de la mise en scène)
  - Prix du scénario – Cel mai bun scenariu
  - Premiul juriului (Prix du jury)
- Alte secțiuni
  - Prix Un Certain Regard – Tinere talente, opere inovatoare și îndrăznețe
  - Cinéfondation – Filme studențești
  - Caméra d'Or – Cel mai bun film de debut
- Acordate de Independent Entities
  - Prix de la FIPRESCI – Federația Internațională a Premiului Criticilor de Film
  - Quinzaine des réalisateurs
  - Prix Vulcain
  - Săptămâna criticii
  - Premiul Juriului Ecumenic
  - François Chalais Prize
  - L'Œil d'or – Cel mai bun documentar
  - Trophée Chopard
  - Palm Dog, pentru ce mai bună performanță canină.[2]
  - Queer Palm, pentru filme LGBT.[3]